# Perpendicular slog
Perpendicular slog (tudi pravokoten, premočrten, paličast) je slog gotske arhitekture in je bil tretji in zadnji slog angleške gotske arhitekture, ki se je razvil v Angliji v poznem srednjem veku, za katero so značilna velika okna, štiricentrični loki, ravne navpične in vodoravne črte v krogovičju in prevladujoče navpične linije s paličevjem s katerim so členjena v isoka okna in stene. Perpendicular je bil prevladujoči slog poznogotske arhitekture v Angliji od 14. do 17. stoletja. Navpičnica je bila edinstvena za državo: v celinski Evropi ali drugje na Britanskem otočju ni bilo enakovrednega. Od vseh gotskih arhitekturnih slogov je bil perpendicular prvi, ki je doživel drugi val priljubljenosti od 18. stoletja naprej v neogotski arhitekturi.
Koničasti loki, uporabljeni v perpendicular, so bili pogosto štiricentrični loki, kar jim omogoča, da so precej širši in položnejši kot v drugih gotskih slogih. Za perpendicular krogovičja je značilno paličevje, ki se dviga navpično do okenskega podnožja, z vodoravnimi lunetami, ki so pogosto okrašene z miniaturnimi zobci. Slepe plošče, ki so prekrivale stene, so nadaljevale močne ravne linije navpičnic in horizontal. Skupaj s sploščenimi loki in strehami, nazobčanja, nastreški, ogivni oboki in pahljačasti oboki so bile slogovne značilnosti.
Prva stavba v perpendicular slogu je bila zasnovana ok. 1332, delo Williama de Ramseyja: kapiteljska dvorana stare stolnice sv. Pavla, stolnice londonskega škofa. Prezbiterij stolnice v Gloucestru (c. 1337–57) in njen križni hodnik iz poznega 14. stoletja. Pogosto so bili uporabljeni štiricentrični loki in ogivni oboki, ki so jih opazili v zgodnjih stavbah, in so se razvili v pahljačaste oboke, najprej v kapiteljski dvorani  Herefordske stolnice iz poznega 14. stoletja (porušena 1769) in križnih hodnikih v Gloucesteru, nato pa na Reginalda Elyja  kapeli kraljevega kolidža, Cambridge (1446–1461) ter kapeli Henrika VII. bratov Williama in Roberta Vertueja (ok. 1503–12) v Westminstrski opatiji.
V Attempt to Discriminate the Style of Architecture in England (Poskus razlikovanja sloga arhitekture v Angliji) arhitekta in umetnostnega zgodovinarja Thomasa Rickmana, ki je bil prvič objavljen leta 1812, je razdelil gotsko arhitekturo na Britanskem otočju na tri slogovna obdobja. Tretji in zadnji slog – Perpendicular – je Rickman označil kot večinoma stavbe, zgrajene od vladavine Riharda II. (vladal. 1377–99) do vladavine Henrika VIII. (vladal. 1509–47). Od 15. stoletja, pod Tudorji, je prevladujoči perpendicular slog splošno znan kot Tudorska arhitektura, na koncu pa sta jo nasledili elizabetinska arhitektura in renesančna arhitektura pod [[Elizabeza I. Angleška|Elizabeto I.]g (vladal. 1558–1603). Rickman je iz svojega načrta izključil večino novih stavb po vladavini Henrika VIII., pri čemer je slog "dozidave in obnove" v poznejšem 16. in prejšnjem 17. stoletju označil za "pogosto zelo oslabljen".
Perpendicular je sledil Decorated gotskemu slogu in je bil pred prihodom renesančnih elementov v tudorsko in elizabetinsko arhitekturo. Kot poznogotski slog, sodoben s flamboyant slogom v Franciji in drugod po Evropi, je tradicionalno datiran od 1377 do 1547 ali od začetka vladavine Riharda II. do začetka vladavine Edvarda VI. Čeprav se je slog redko pojavljal na evropski celini, je prevladoval v Angliji do sredine 16. stoletja.

## Zgodovina
Leta 1906 je William Lethaby, geodet za Westminsterske opatije, predlagal, da izvor perpendicular sloga ni mogoče iskati v Gloucestru iz 14. stoletja, kot se tradicionalno trdi, ampak v Londonu, kjer je bil dvor rodbine Plantagenet. s sedežem v Westminstrski palači poleg [[Westminstrska opatija|Westminstrske opatije]g. Londonska stolnica, škofovski sedež tretjega najvišjega škofa v angleški cerkvi, je bila takrat stolnica starega svetega Pavla. Po mnenju arhitekturnega zgodovinarja Johna Harveyja je bila osmerokotna kapiteljska dvorana sv. Pavla, ki jo je okoli leta 1332 zgradil William Ramsey za kanonike, najzgodnejši primer perpendicular gotike. Alec Clifton-Taylor se je strinjal, da sta kapitelj sv. Pavla in kapela sv. Štefana v Westminstrski palači pred zgodnjim delom perpendicular v Gloucestru. V začetku 21. stoletja je bil na preurejenem južnem pokopališču sedanje stolnice iz 17. stoletja viden obris temeljev kapiteljske dvorane.
Kapiteljska dvorana pri sv. Pavlu je bila zgrajena pod vodstvom Williama Ramseyja, ki je delal na prejšnjih fazah še nedokončane kapele svetega Štefana. Ramsey je na stenah razširil kamnite stene oken navzdol. Na vrhu vsakega okna je naredil štiricentrični lok, ki je postal značilnost perpendicular. Skupaj s preostalim delom starega svetega Pavla je kapiteljsko dvorano leta 1666 uničil veliki londonski požar.
Elementi zgodnjih perpendicular elementov so znani tudi iz kapele svetega Štefana v Westminsterski palači, palatinske kapele, ki jo je zgradil kralj Edvard I. po vzoru Sainte-Chapelle v Palais de la Cité v srednjeveškem Parizu. Gradili so jo po fazah v daljšem obdobju, od 1292 do 1348, danes pa obstaja le kripta. Arhitekt zgodnje stavbe je bil Michael iz Canterburyja, ki mu je leta 1323 sledil njegov sin Thomas. Ena od prvotnih okrasnih značilnosti so bila nekakšna slepa krogovičja; prazni navpični vložki z nazobčanimi ali kotnimi vrhovi v notranjosti; in na zunanji strani tanki kamniti nosilci ali rebra, ki segajo navzdol pod okni in ustvarjajo pravokotne prostore. Ti so postali najbolj značilna lastnost sloga.
Najstarejši perpendicular v večji cerkvi je kor Gloucesterske stolnice(1337–50), zgrajen, ko sta bila leta 1331 obnovljena južni transept in kor takratne benediktinske opatijske cerkve (Gloucester ni bil škofija vse do razpustitve samostanov) leta 1350. Verjetno je bilo delo enega od kraljevih arhitektov, bodisi Williama de Ramseyja, ki je delal na kapitlju londonske stolnice ali Thomasa iz Canterburyja, ki je bil kraljev arhitekt, ko se je začel graditi transept Gloucesterske stolnice. Arhitekt je ohranil prvotne zidove iz 11. stoletja, ki jih je prekril z bleščečimi stenami in ploščami. Vzhodno okno kora ima tudorski lok, ki polni steno s steklom. Okensko krogovičje se ujema s krogovičjem na stenah.
Kapela Henrika VII. v Westminstrski opatiji je pomemben primer poznega perpendicular sloga s steklenimi stenami in izdelanimi obokanimi oboki. Drug pomemben primer je kapela sv. Jurija na gradu Windsor, ki se je začela graditi leta 1475. Obok kapele je leta 1506 dobil v delo stavbeni mojster John Aylmer.

## Značilnosti
- Stolpi so bili izjemno visoki in so pogosto imeli opornike. Konice so bile manj pogoste kot v prejšnjih obdobjih. Oporniki so bili pogosto nameščeni na vogalih stolpa, kar je najboljši položaj za maksimalno podporo. Pomembni pravokotni stolpi so stolpi York Minstra in Gloucestrske stolnice ter cerkve v Bostonu, Warwickshire in Wrexham, Taunton.[16]
- Vitraji so bili tako veliki, da so se stene med njimi zmanjšale le na slope. Za večjo stabilnost je bilo treba oknom pogosto dodajati vodoravne nosilce.[17]
- Krogovičje je bil glavna značilnost dekoracije. V večjih cerkvah je bila celotna površina od tal do vrha, vključno z zidci, pokrita s vzorci, sestavljenimi iz tankih kamnitih stebrov. Pogosto se je pojavljalo tudi v notranjosti in je pogosto prenašalo motive v okenskih vzorcih do tal.
- Strehe so bile pogosto iz svinca in so bile običajno rahlo nagnjene, da so bile lažje pohodne. Strešni les v notranjosti je bil pogosto izpostavljen pogledu od spodaj in je imel okrasne podpore.
- Kamniti oboki so bili pogosto dodelani in zelo dekorativni, kot so pahljačasti oboki. Povečani teži obokov, ki jo je povzročal ornament, so nasprotovali večji oporniki na zunanjosti.
- Stebri so bili praviloma krožnega prereza, z osmerokotnimi bazami in kapiteli. Kapiteli so bili običajno okrašeni z vliti ali izrezljanimi hrastovimi listi ali s konzolami ali grbovnimi simboli ali s tudorsko vrtnico.[18]
- Štiricentrični loki ali tudorski loki so se običajno uporabljali v oknih in krogovičju ter za oboke in vrata.
- Notranjost je bila zelo bogata z izrezljanim lesom, zlasti v kornih klopeh, kjer so na koncih klopi pogosto izrezljane groteskne figure, imenovane iz francoščine poupée, lit. "punčka".

## Galerija
- Westwerk stolnice v Winchestru
- opatija Sherborne
- kapela Eton College
- kapela Henrika VII. v  Westminstrski opatiji (1503–), s perpendicular krogovičjem in slepimi vložki.
- New College Chapel, Oxford
- Westwerk Edington Priory: decorated in perpendicular
- Beauchamp Chapel, kolegijska cerkev sv. Marije, Warwick
- Manchestrska stolnica: kor
- Dvorana Christ Church, Oxford
- Hull Minster - ladja
- St Giles' Church, Wrexham
- Kapela Merton College - stolp
- Stolnica v Gloucestru, kor in prezbiterij
- Stolnica v Bathu -  kor
- York Minster - kor, pogled proti zahodu
- Canterburyjska stolnica - ladja
- Stolnica v Winchestru - ladja
- Kapela Henrika VII. v Westminstrski opatiji  (1503–), naslikal Canaletto
- Magdalen Tower
- York Minster, stolp nad križiščem
- St Mary Magdalene, Taunton
- Opatija Evesham - zvonik
- Opatija Bridlington - westwerk
- Stolnica v Gloucestru – vzhodni konec (1331–1350), s štiricentričnim lom nad okni
- Canterburyjska stolnica – stolp nad križiščem
- Wellsska stolnica – stolp nad križiščem
- Beverley Minster - westwerk
- Norwich katedrala – stolp in zahodno okno
- Chichestrska stolnica - stolp